# Partisan Ranger Act

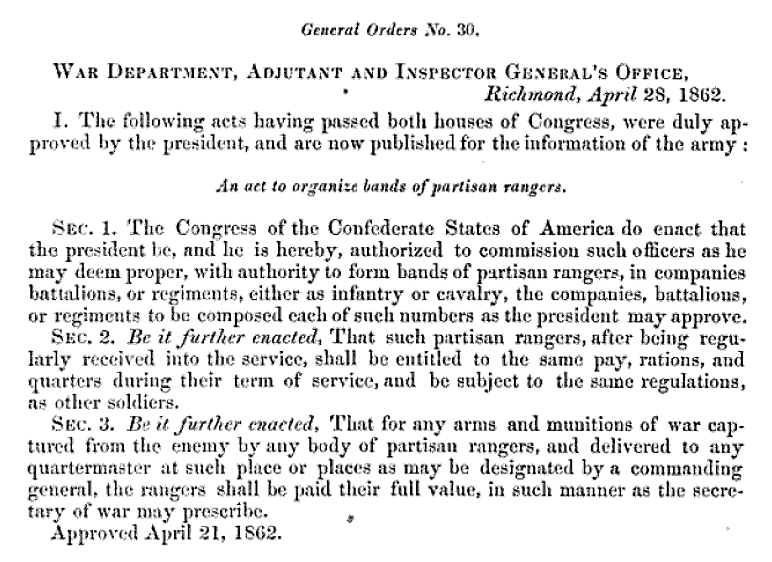
Partisan Ranger Act, le 21 avril 1862.

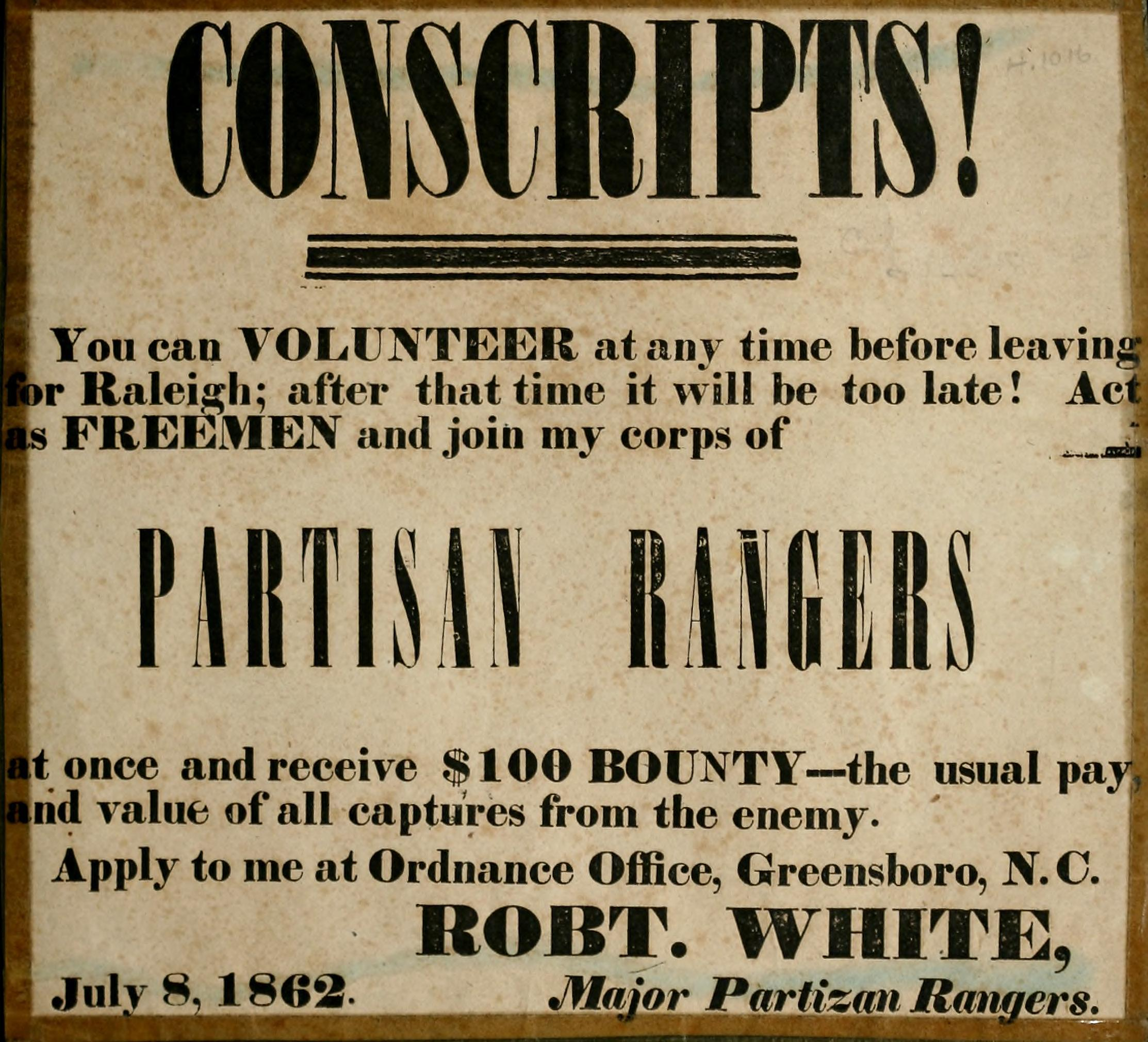
Affiche de recrutement pour les « Partisan Rangers ».

Le Partisan Ranger Act est une loi adoptée le 21 avril 1862 par le Congrès des États confédérés. Elle vise à stimuler le recrutement d'irréguliers pour servir dans l'armée confédérée pendant la guerre de Sécession. Les dirigeants confédérés, comme ceux de l'Union, se sont par la suite opposés à l'utilisation de la guerre non conventionnelle, craignant que l'absence de discipline entre les groupes de guérilla rivaux ne devienne incontrôlable. Le 17 février 1864, la loi est abrogée sous la pression du général Robert Lee et d'autres réguliers confédérés.
Seuls deux groupes de Rangers partisans furent exemptés et autorisés à continuer à opérer : les Mosby's Raiders (en) et les McNeill's Rangers (en).

## Contexte
Le président confédéré Jefferson Davis n'approuve pas dans un premier temps la guerre non conventionnelle parce qu'elle réduit le nombre d'hommes aptes à servir dans l'armée régulière. Lorsque les forces confédérées conventionnelles sont chassées de l'ouest de la Virginie occidentale durant l'été et le début de l'automne 1861, de nombreux combattants non conventionnels pro-confédérés sont restés actifs dans la région. Le gouverneur de Virginie John Letcher (en) publie alors une proclamation appelant à « lever une force qui permettrait au général Floyd de reprendre la Virginie occidentale aux envahisseurs ». Le 27 mars 1862, l'Assemblée générale de Virginie adopte une loi autorisant l'organisation de dix compagnies de Rangers ou plus, connue sous le nom de Virginia Ranger Act.
Le 8 avril 1862, un membre du Congrès confédéré de Virginie présente un projet de loi au 1er Congrès des États confédérés pour permettre de lever une force de Rangers partisans avec une prime de cinq dollars pour chaque fédéral tué. Le Comité militaire du Congrès du Sénat confédéré supprime la disposition sur les primes et propose de permettre aux futurs Rangers partisans de recevoir le même salaire que les soldats confédérés réguliers à condition qu'ils soient soumis aux réglementations de l'armée des États confédérés. À une exception près, les Rangers partisans étaient autorisés à vendre les armes et munitions capturées au département du quartier-maître général confédéré.
Le Congrès confédéré adopte le Partisan Ranger Act le 21 avril 1862.

## Contenu
Le document 94 du Congrès des États confédérés indique que le Partisan Ranger Act est libellé ainsi, :

Section 1. Le Congrès des États confédérés d'Amérique promulgue, le président l'approuve, et est autorisé à engager les officiers qu'il juge appropriés pour former des groupes de Rangers partisans, dans des compagnies, des bataillons ou des régiments, composés de membres que le président peut approuver à des fins de guerre non conventionnelle.

Section 2 . Qu'il soit en outre décrété, ces Rangers partisans, après avoir été régulièrement reçus dans le service, auront droit à la même solde, aux mêmes rations et aux mêmes logements pendant la durée du service, et seront sous réserve des mêmes règlements que les autres soldats.
Section 3 . Qu'il soit en outre décrété, que pour toutes armes et munitions de guerre capturées à l'ennemi par tout corps de Rangers partisans et livrées à tout quartier-maître à un ou plusieurs endroits pouvant être désignés par un général commandant, les Rangers seront payés à  leur pleine valeur, de manière que le secrétaire à la Guerre peut prescrire.
Le Partisan Ranger Act conduisit au recrutement de soldats non conventionnels dans l'armée confédérée. Les Rangers partisans respectaient les mêmes règles, avaient les mêmes fournitures et la même solde que les soldats réguliers de l'armée, mais agissaient de manière indépendante et détachés du reste de l'armée. Ils devaient recueillir des renseignements et s'approvisionner auprès des fédéraux. Tout ce qu'ils rapportaient serait remis au quartier-maître; un officier militaire chargé de fournir de la nourriture, des vêtements et d'autres produits de première nécessité; ils seraient payés en échange.
Le Partisan Ranger Act attira de nombreux hommes du Sud réticents à servir dans une armée régulière, mais furent tout de même plus enjoués de s'enrôler dans un corps partisan avec la même solde que les soldats conventionnels. L'une des conséquences involontaires du Partisan Ranger Act était la conviction que toutes les formes de guerre non conventionnelle étaient approuvées, y compris la violence contre les civils.

## Abrogation
Le Partisan Ranger Act est abrogé le 17 février 1864, après que Robert Lee parvient à convaincre les politiciens confédérés de se concentrer sur des moyens de guerre plus conventionnels. Cela ne signifie pas la fin de la guerre non conventionnelle, mais la fin de l'expérimentation par le gouvernement confédéré d'en faire une stratégie militaire efficace. Deux groupes de partisans Rangers ont été cependant autorisés à continuer à opérer, les Mosby's Raiders (en) et les McNeill's Rangers (en) car ils avaient la réputation de faire preuve de discipline militaire.

« Le Partisan Ranger Act avait pour but de faire passer la guerre non conventionnelle d'une forme informelle et improductive échappant au contrôle du gouvernement à une forme qui, espéraient les dirigeants confédérés, permettrait de faire progresser de manière rationnelle les objectifs de défense de la Confédération. ... Une fois que les partisans Rangers n'ont plus fait progresser rationnellement les objectifs de guerre de la Confédération, les dirigeants confédérés sont revenus à la position orthodoxe dominante selon laquelle « les combattants non conventionnels ne sont pas des soldats » en vertu des lois de la guerre »

.

## Héritage
Le Partisan Ranger Actest un échec relatif car, il joue un certain rôle dans la guerre de Sécession. Plusieurs groupes et unités de partisans Rangers se révèlent utiles pour organiser des raids indépendants et collecter des informations sur les déplacements de l'armée de l'Union, ainsi que pour mener des reconnaissances et des escarmouches lors des batailles. Au final, les Rangers partisans purent au maximum distraire et entraver les opérations de l'armée de l'Union tout au long de la guerre jusqu'à ce qu'elle développe des contre-stratégies plus ou moins efficaces à la fin de 1864.